# Carta de 1830

Carta de 1830 en l'escut de França de 1831 a 1848.

La Carta de 1830 (francès: Charte de 1830) instaurà la Monarquia de juliol. Es considera que va ser un compromís entre constitucionalistes i republicans.

## Història
Després de tres dies de protestes el juliol de 1830 – la Revolució de juliol, també dita les trois glorieuses – la burgesia mercantil, que estaven indignats per haver estat trets de la limitada llista de votants, Carles X de França es va veure obligat a abdicar. El successor de Carles X va ser el seu net, Henri, comte de Chambord (1820–1883), però Henri mai va arribar a regnar. La línia de successió hereditària va ser abolida i es va escollir un membre de la Casa d'Orléans dins la família Borbó: Louis Philippe de França.
El 7 d'agost va ser revisada la Carta de 1814 i se'n va eliminar el seu preàmbul que evocava l'ancien régime. Aquesta nova carta va ser imposada per la nació al rei i no va ser promulagada pel rei. El 8 d'agost de 1830, Louis-Philippe d'Orléans jurà respectar la carta i va ser coronat "Rei del francesos" (roi des Français), però no pas "Rei de França" (roi de France). La "Monarquia de Juliol" va durar fins al 24 de febrer de 1848 moment en el qual es va donar pas a la Segona República francesa.

## Disposicions constitucionals

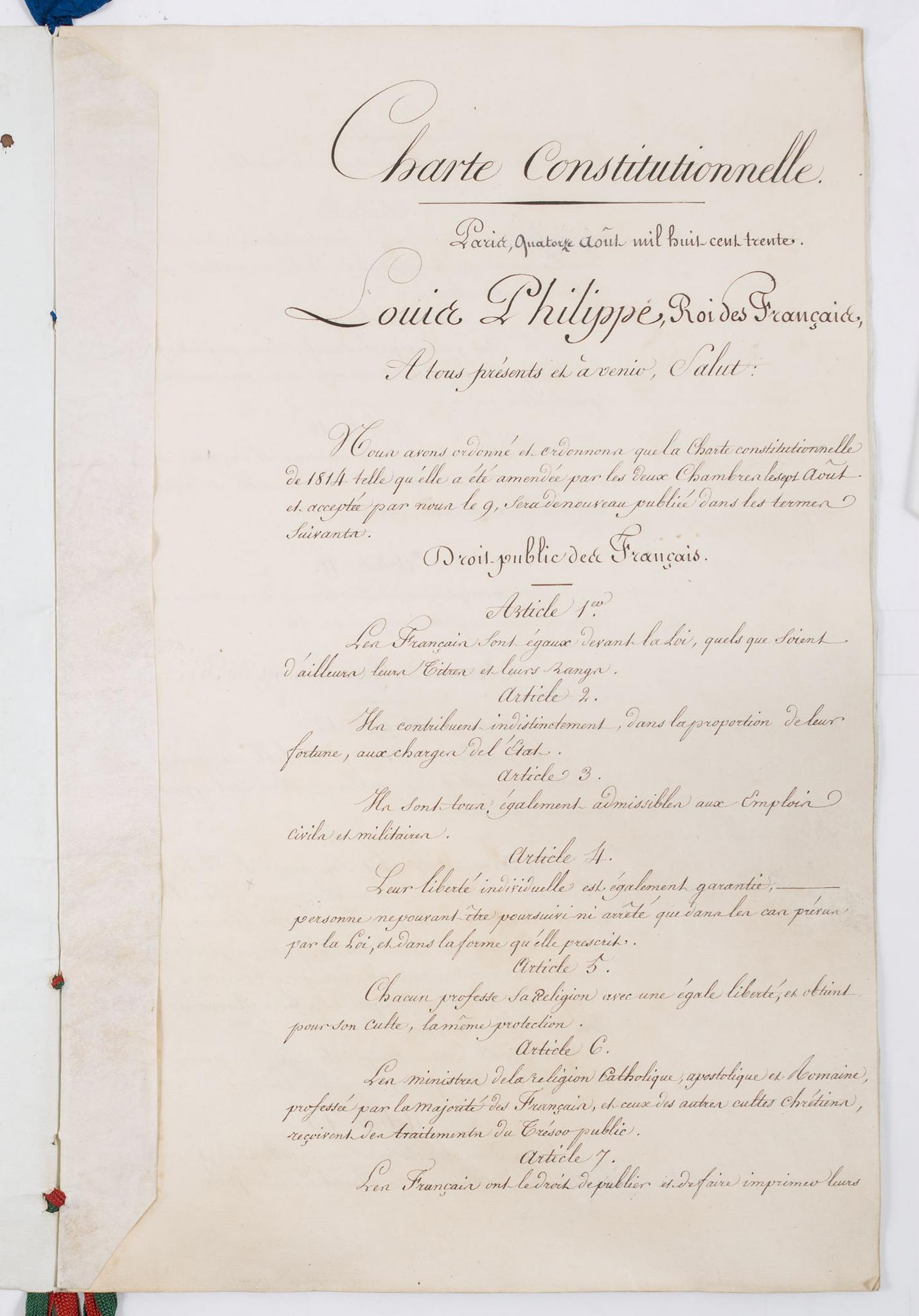
Carta de 1830

La Carta de 1830 va retirar del rei el poder per instigar a la legislació; a partir d'aleshores els reials decrets només afectaven l'aplicació de les lleis. La noblesa hereditària va ser eliminada, però no pas la institució de la noblesa. El sistema del sufragi censatari es va modificar i l'impost de capitació (cens) es va reduir a 200 francs permetent als individus de 25 anys o més poder votar, i 500 francs per als individus de 30 anys o més per a poder ser elegits per la Cambra de diputats de França. La llei del vot doble va ser abolida, i el nombre d'electors d'aquesta manera es va duplicar, sense, però, augmentant significativament la mida o les característiques del cos electoral: 1 de cada 170 francesos podien participar en les eleccions (amb l'electorat de 170.000 persones), que va augmentar a 240.000 per l'any 1846
El Catolicisme ja no va ser la religió d'estat, només es considerava com "la religió professada per la majoria dels francesos", es va abolir la censura en la premsa, es va restaurar la bandera francesa tricolor.